# 31627 Ulmera
31627 Ulmera este un asteroid din centura principală de asteroizi.

## Descriere
31627 Ulmera este un asteroid din centura principală de asteroizi. A fost descoperit pe 15 aprilie 1999 la Socorro, New Mexico, în cadrul proiectului LINEAR. Asteroidul prezintă o orbită caracterizată de o semiaxă mare de 2,39 ua, o excentricitate de 0,05 și o înclinație de 7,4° în raport cu ecliptica.